# JUVES/VEGA
JUVES/VEGA（ジュヴィズ/ヴェガ）は、Diggy-MO'の2枚目のシングル。2009年2月4日にSME Recordsから発売された。

## 解説
SOUL'd OUTのメインMCであるDiggy-MO'のセカンドシングル。JUVESは歌詞が非公開になっていたが、後にアルバム『Diggyism』に初めて掲載された。

## 初回盤
- CD＋DVD/2枚組
- DVDにはタイトル曲2曲のビデオクリップと、初のソロライブを収録。

## 収録曲

### 通常盤
1. JUVES [3:45]
作詞・作曲：Diggy-MO'　編曲：JUNKOO
タイトルの「JUVES」は英単語の「JUVENILE」＝「若々しい、少年少女の」から作った造語であり、「JUVENILE」でもなく「KIDS」でもないということ。意味は本人いわく「衝動」[要出典]
2. VEGA[5:14]
作詞・作曲：Diggy-MO'　編曲：JUNKOO

DVD（初回限定盤のみ）
1. JUVES（VIDEO CLIP）
2. VEGA（VIDEO CLIP）
3. CHALLENGER（LIVE）
4. 爆走夢歌（LIVE）

## 収録アルバム
| 曲名  | 収録アルバム | 発売日        | 備考                  |
| ----- | ------------ | ------------- | --------------------- |
| JUVES | 『Diggyism』 | 2009年3月25日 | 1stオリジナルアルバム |
| VEGA  | 『Diggyism』 | 2009年3月25日 | 1stオリジナルアルバム |